# 圣城风云
《圣城风云》（英語：Camelot）是2011年4月1日北美时间23时由Starz电视台正式开播的原创史诗古装电视剧。该剧以亚瑟王传奇为题材展开，2月25日的首播特别集为2小时，当时获得不俗的评价，与《斯巴达克斯：血与沙》（Spartacus: Blood and Sand）同样为2011年Starz电视台播出的主打剧集。
该剧翻拍自于2008年英国BBC One电视台播出的电视连续剧《梅林传奇》（Merlin），但不同的是该剧加入了唯美的香艳镜头、暴力、性爱以及阴谋的要素，并且在剧情主线上与《梅林传奇》还是有很大的差异。在宣传期该剧还被官方称之为“成人版的亚瑟王故事”，实际上完全是《梅林传奇》的成人版。
《圣城风云》首播收视人数为113万，收视率为0.5%，当时收视人数和收视率为Starz电视台最高的首集。最终集为100万的收视人数，收视率为0.4%，收视人数与收视率处于逐渐下降的趋势。全剧共10集，在剧情未完结的状态下宣布叫停。2011年7月1日，外国媒体报道Starz电视台宣布将不再续订已经播放完毕的《圣城风云》第一季，Starz电视台的负责人给出的理由是由于“严重的制片难题”，所以不再与制片方合作续拍下一季的《圣城风云》。《圣城风云》播完后，Starz电视台为观众续订的电视剧则是《火炬木小组》（Torchwood）。

## 剧情介绍
卡美洛王国的尤瑟王被觊觎王位已久的女儿摩根杀害后，王国因为失去了领导人而陷入混乱之中，为了不让摩根篡权，卡美洛王国的谋士兼魔法师的梅林找回了从小被别人寄养的尤瑟王的私生子—亚瑟，打算让他回来继承他父王的王位。摩根因此而篡权失败，并在暗地里使用黑魔法等一些不光彩的手段试图除掉亚瑟。在权力斗争中，亚瑟结识了里昂提斯骑士的未婚妻，美丽的金发女郎桂妮薇儿，并不可自拔的爱上了她……

## 演职人员
- 约瑟夫·费因斯 饰演 梅林（Merlin）
- 杰米·坎贝尔·鲍尔 饰演 亚瑟王（King Arthur）
- 伊娃·格林 饰演 摩根·潘德拉贡（Morgan Pendragon）
- 塔姆辛·艾格登 饰演 桂妮薇儿（Guinevere）
- 克莱尔·弗兰妮 饰演 伊格赖因（Igraine）
- Chipo Chung 饰演 薇薇恩（Vivien）
- 西妮德·库萨克 饰演 西比尔修女（Sybil）
- 皮特·摩尼 饰演 凯（Kay）
- 克莱夫·斯坦登 饰演 高文（Gawain）
- 菲利普·温彻斯特 饰演 里昂提斯（Leontes）
- 塞巴斯蒂安·考奇 饰演 尤瑟王（King Uther）
- 杰姆斯·鲍弗 饰演 洛特王（King Lot）

## 获得奖项
- 2011 - 第63届艾美奖最佳原创主题曲提名
- 2012 - 第38届土星奖最佳电视表现奖提名